# 浪子佳人
《浪子佳人》是一齣1968年香港歌舞劇情片，由秦晚濤執導、關志信監製，謝賢、蕭芳芳、龍剛和孟莉主演。

## 角色介紹
- 謝賢飾楊羅拔：

浪子。
- 蕭芳芳飾徐若冰：

佳人。
- 孟莉飾顏美心：

脫衣女郎。
- 龍剛飾渣哥：

江湖惡霸。

## 外部連結
- 香港影庫上《浪子佳人》的資料（繁體中文）
- 豆瓣电影上《浪子佳人》的資料 （简体中文）